# Setianismo
O setianismo foi uma seita gnóstica que pode ter existido anteriormente ao cristianismo moderno.
Enquanto muitos estudiosos britânicos e franceses sobre o setianismo tendem a caracterizá-lo como uma forma de especulação cristã heterodoxa, a maioria dos estudiosos alemães e americanos o caracterizam sua origem e essência como um fenômeno distintamente sincrético ao judaísmo. Além disso, um número crescente de estudiosos têm sido levados a reconhecer o quanto os setianistas deviam para a filosofia médio platônica, esmagadoramente aparente nos tratados platonizantes setianistas, mas ainda mais facilmente identificável em tratados mais antigos. Embora muito se saiba sobre a visão heresiológica sobre os setianistas, sua forma e identidade ainda permanecem obscuras.

## Menções sobre os setianistas
A primeira menção sobre os setianistas foi feita por Pseudo-Tertuliano, que igualmente a Irineu também menciona os ofitas e os setianistas (Ch.30). De acordo com Frederik Wisse (1981) todos os relatos posteriores parecem ser largamente dependentes de Irineu.
Hipólito repete informações de Irineu. Epifânio de Salamis (c.375) relata que os setianistas de sua época eram encontrados apenas no Egito e na Palestina, apesar de 50 anos antes terem sido encontrados tão longe quanto Armênia (Panarion 39.1.1 2; 40.1).
Uma das fontes de Epifânio, o Syntagma perdido de Hipólito de Roma, também serviu de fonte para os heresiologistas cristãs antes do catálogos de heresias de Filastro. Nathaniel Lardner (1838) observou que Filastro coloca os ofitas, cainitas e Setinistas como seitas judaicas pré-cristãs. No entanto, desde que os setianistas identificavam Sete a Cristo (Segundo Logos do Grande Seth), o ponto de vista de Filastro de que os setinistas tinham origens pré-cristãs, outras do que uma sincrética absorção de fontes judaicas e gregas pré-cristão, tem sido questionada por alguns estudiosos modernos.

## Textos setianistas

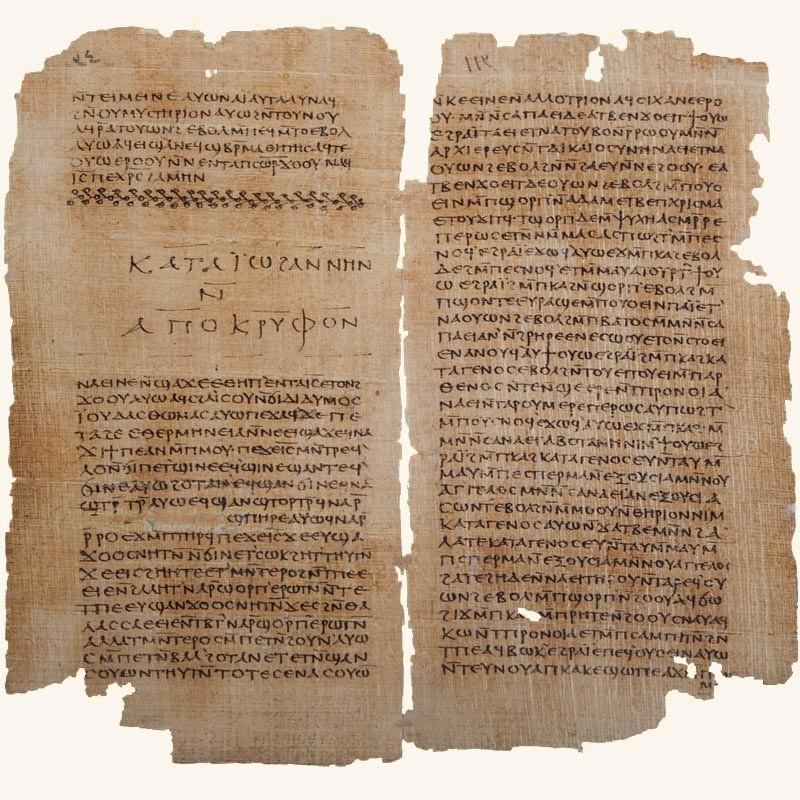
O Apócrifo de João é considerado uma escritura setianista.

Os pesquisadores consideram a seguinte literatura como representantes do gnosticismo setianista:
Textos heseriologistas
- O relatório Barbeloíta de Irineu (Haer. I.29)
- Os relatórios sobre a Sethians (e Archontics) por Epifânio (Pan. 26 e 39-40)
- Pseudo-Tertuliano (Haer. 2) e Filastrius (Haer. 3)

Apócrifos
- O texto sem título do Códice Bruce (Bruce)

Os seguintes tratados a partir dos códices de Nag Hammadi e BG 8502:
- quatro versões do Apócrifo de João (Ap. John BG8502, 2 e NHC III, 1 [versão curta]; NHC II, 1 e IV, I [versão longa]);
- Hipóstase dos Arcontes
- O Evangelho Copta dos Egípcios
- O Apocalipse de Adão
- Três Estelas de Sete
- Zostrianos
- Melquisedeque[12]
- O Pensamento de Norea
- Marsanes
- Alógenes
- Protenoia Trimórfica.